# Джустініано Марукко
Джустініано Марукко (італ. Giustiniano Marucco, * 22 серпня 1899, Маджора — † 24 жовтня 1942, Аєллі) — італійський футболіст, нападник.
Насамперед відомий виступами за клуби «Новара» та «Ювентус», а також національну збірну Італії.

## Клубна кар'єра
У дорослому футболі дебютував 1920 року виступами за команду клубу «Новара», в якій провів шість сезонів.
1927 року перейшов до клубу «Ювентус», за який відіграв 1 сезон. Завершив професійну кар'єру футболіста виступами за команду «Ювентус» у 1928 році

## Виступи за збірну
1920 року дебютував в офіційних матчах у складі національної збірної Італії. Протягом кар'єри у національній команді, яка тривала усього один рік, провів у формі головної команди країни два матчі. У складі збірної був учасником  футбольного турніру на Олімпійських іграх 1920 року в Антверпені.

## Смерть
Трагічно загинув 24 жовтня 1942 у 43-річному віці внаслідок ушкоджень, отриманих у дорожньо-транспортній пригоді.
| Дата       | Місто     | Господарі | Результат | Гості  | Турнір  | Голи | Примітки |
| ---------- | --------- | --------- | --------- | ------ | ------- | ---- | -------- |
| 29/08/1920 | Антверпен | Франція   | 3 – 1     | Італія | ОІ 1920 | 0    |          |
| 02/09/1920 | Антверпен | Іспанія   | 2 – 0     | Італія | ОІ 1920 | 0    |          |
| Усього     |           | Матчів    | 2         |        | Голів   | 0    |          |